# Pučko
Pučko je priimek več znanih oseb:
- Aleksander Pučko, boksar
- Cveta Razdevšek Pučko (1944—2017), pedagoška psihologinja, izr. prof. PEF
- Danijel Pučko (*1944), ekonomist, univ. profesor
- Igor Pučko (*1969), košarkar, pravnik, sekretar na MIZŠ
- Ivan Pučko (st./ml.), boksarja
- Jože Pučko (*1936), agronom, enolog (prof. vinogradništva)
- Jure Pučko, podjetnik, častni konzul Bolgarije
- Marjan Pučko, župnik Župnije sv. Lenart v Slovenskih goricah
- Mateja Pučko - Petković (*1964), plesalka in koreografinja
- Slavko Pučko (*1965), duhovnik, mag.
- Stane Pučko (*1934), novinar
- Zoran Pučko, gradbenik (UM)